# Обухив
Обухив (укр. Обухів) град је Украјини у Кијевској области. Према процени из 2012. у граду је живело 32.876 становника.

## Становништво
Према процени, у граду је 2012. живело 32.876 становника.
| 1979.  | 1989.  | 2001.  | 2012.  |
| ------ | ------ | ------ | ------ |
| 12.095 | 30.177 | 32.776 | 32.876 |

## Партнерски градови
- Радебојл
- Тосно